# Kígyószisz
A kígyószisz (Echium) nemzetség a borágófélék (Boraginaceae) családjába tartozik. Leveleik keskeny lándzsásak, ülők. Virágaik kissé kétoldali részarányos szimmetriájúak. Összetett virágzatuk rövid kunkorvirágzatok alkotta füzér. A párta torkában nincsenek pikkelyek (a borágófélék között ez gyakori), a porzók a pártából hosszan kinyúlnak, felfelé íveltek, nem egyforma hosszúak. A termés négy részterméskéből áll. Kétévesek vagy évelők. Magyarországon 3 fajuk honos, közülük egy védett.
Ezek a növények pirrolizidin alkaloidokat tartalmaznak, amelyek bizonyítottan mérgezők a máj számára.

## Kárpát-medencei fajok

### Terjőke kígyószisz (E. vulgareL.)
Élőhely: Gyomtársulások, parlagok, legelők, útszélek. Mindenfelé gyakori.
|  |  |

### Piros kígyószisz (E. maculatumL.)

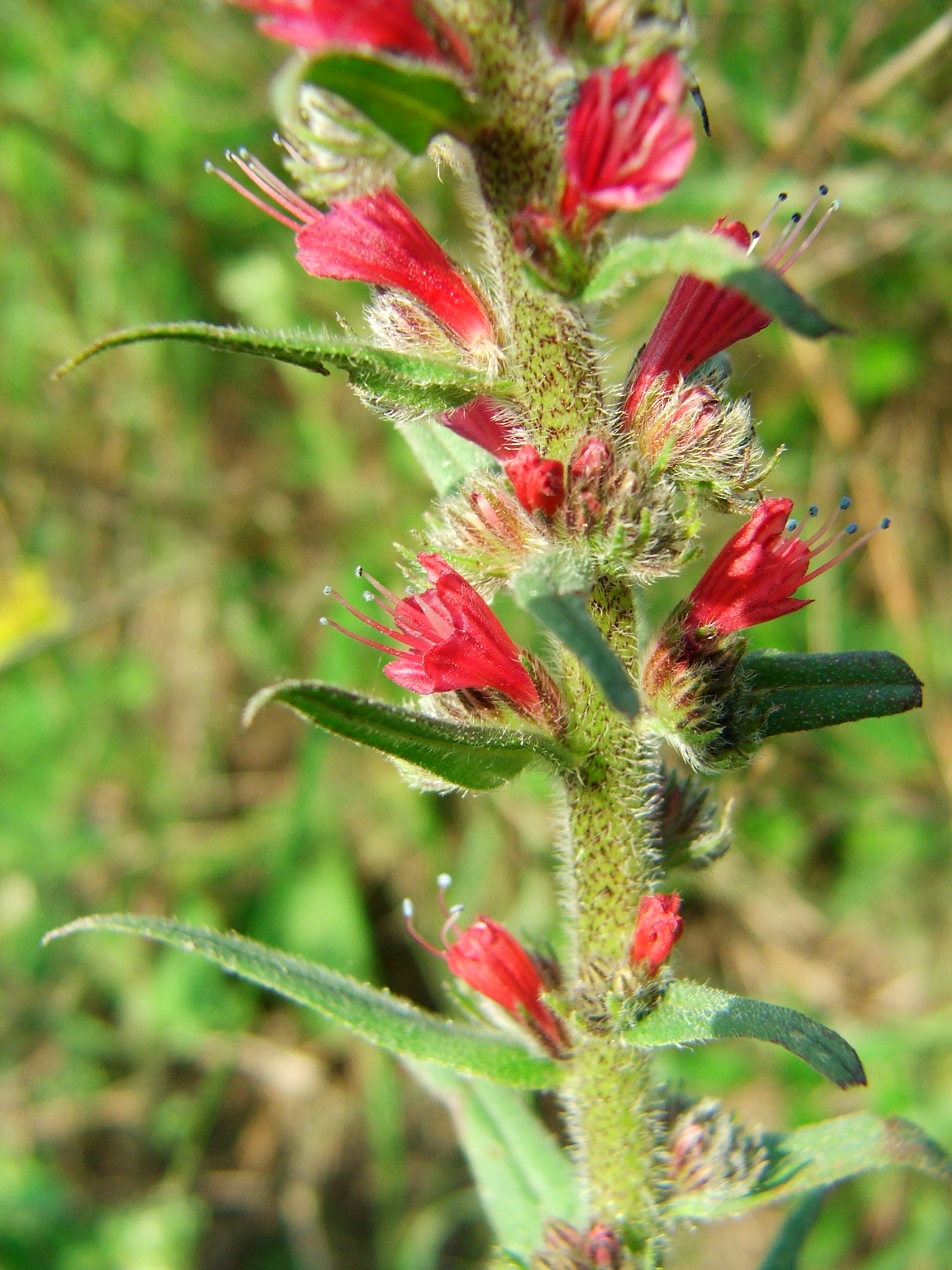
Piros kígyószisz

Legfeljebb 80 cm magas. A párta sötétpiros, csöve hosszabb a csészecimpáknál, a bibe nem ágazik el kígyónyelvszerűen. Löszös és homokos réteken él, főleg az Északi-középhegységben. Május-júniusban virágzik, évelő. Védett.

### Magas kígyószisz (E. italicumL.)
Pártája fehér vagy halványlila. A virágzat alsó részén az oldalágak elágazók. Gyakran túlnövi az egy méteres magasságot. Száraz gyepekben él. Júniustól szeptemberig virágzik.

## Makaronéziai fajok
Endemikus kígyószisz fajok sokaságával tűnnek ki Makaronézia szigetei:
- a Madeira-szigeteken két endemikus fajjal;
- a Kanári-szigeteken 25 endemikus fajjal és további néhány változattal;
- Zöld-foki-szigeteken három endemikus fajjal.

Több fajuk él az Azori-szigeteken is, de ezek között nincs endemikus.
A bennszülött fajok és változatok sokasága alapján feltételezhető, hogy a kígyósziszek az e szigetekre betelepülő első növények között voltak nem sokkal azután, hogy azok kiemelkedtek a habokból (elsőként Lanzarote és az Fuerteventura). Az idő tájt (mintegy 19 millió éve) a szigetek éghajlata a maitól merőben elütő, nedves trópusi volt. Ahogy a Szahara meghódította Észak-Afrikát, a szigetek éghajlata mediterránra váltott, száraz nyárral és téli csapadékmaximummal.
Valószínűsíthető, hogy a szigetek kígyószisz fajai egyetlen vagy legalábbis kevés ősi fajból fejlődhettek ki – ezen feltételezések szerint ez az ősi, a Mediterráneumból áttelepülő faj a ma Gran Canaria szigetén élő Echium decaisnei decaisnei alfajhoz állhatott közel. A fajok, változatok megsokasodását az adaptív radiáció tankönyvi példájaként fogják fel: az „ős kígyószisz” új és új változatai fejlődtek ki, ahogy a növény alkalmazkodott a legkülönfélébb élőhelyekhez. Így például:
- az Echium gentianoides La Palmán és a Echium wildpretii wildpretii Tenerifén az alhavasi övben,
- az Echium pininana La Palmán a babérlombú erdő tisztásain,
- az Echium callithyrsum Gran Canarián, az Echium webbii La Palmán és az Echium sventenii Tenerifén a száraz fenyvesekben,
- az Echium simplex Tenerifén a felső pozsgás bozót övben,
- az Echium handiense Fuerteventurán, az Echium onosmifolium onosmifolium és az Echium onosmifolium spectabile Gran Canarián, a tűzhányó kígyószisz (Echium vulcanorum) pedig Fogo szigetén az alsó pozsgás bozót övben él.

A különböző eredetű, de hasonló megjelenésű fajok kifejlődése a vikarizmus, aminek a makaronéziai kígyószisz fajok ugyancsak szép példáit szolgáltatják. Így például rendkívül hasonlítanak egymásra az alábbi, egymástól gyakran igen messze kifejlődött fajok:
- Echium aculeatum, Echium leucophaeum és Echium brevirame Tenerifén, illetve La Palmán,
- Echium acanthocarpum La Gomerán,
- Echium candicans Madeirán,
- Echium hierrense El Hierrón,
- Echium bethencourtianum és Echium webbii La Palmán és
- Echium virescens Tenerifén.

## Galéria

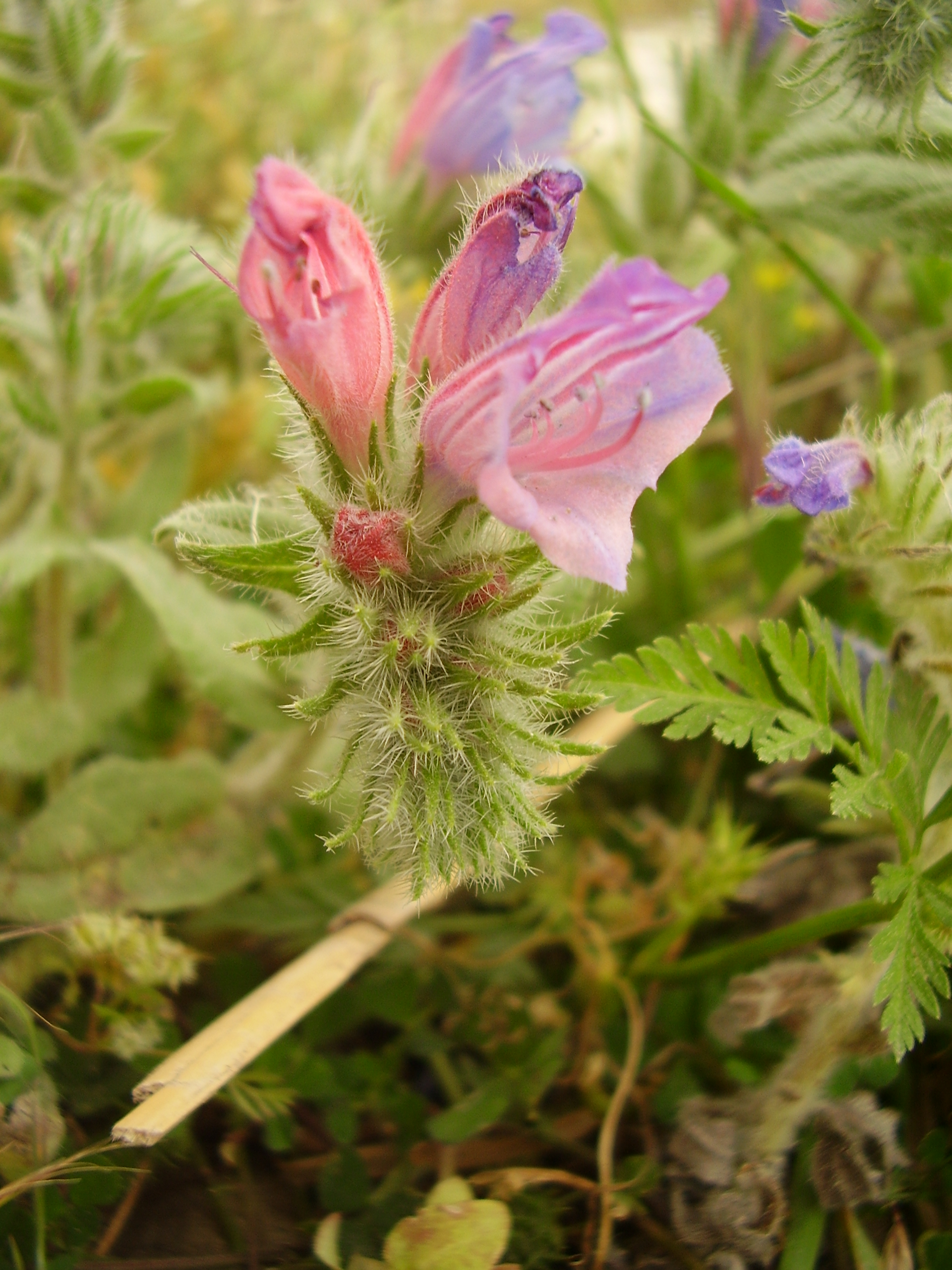
Echium angustifolium
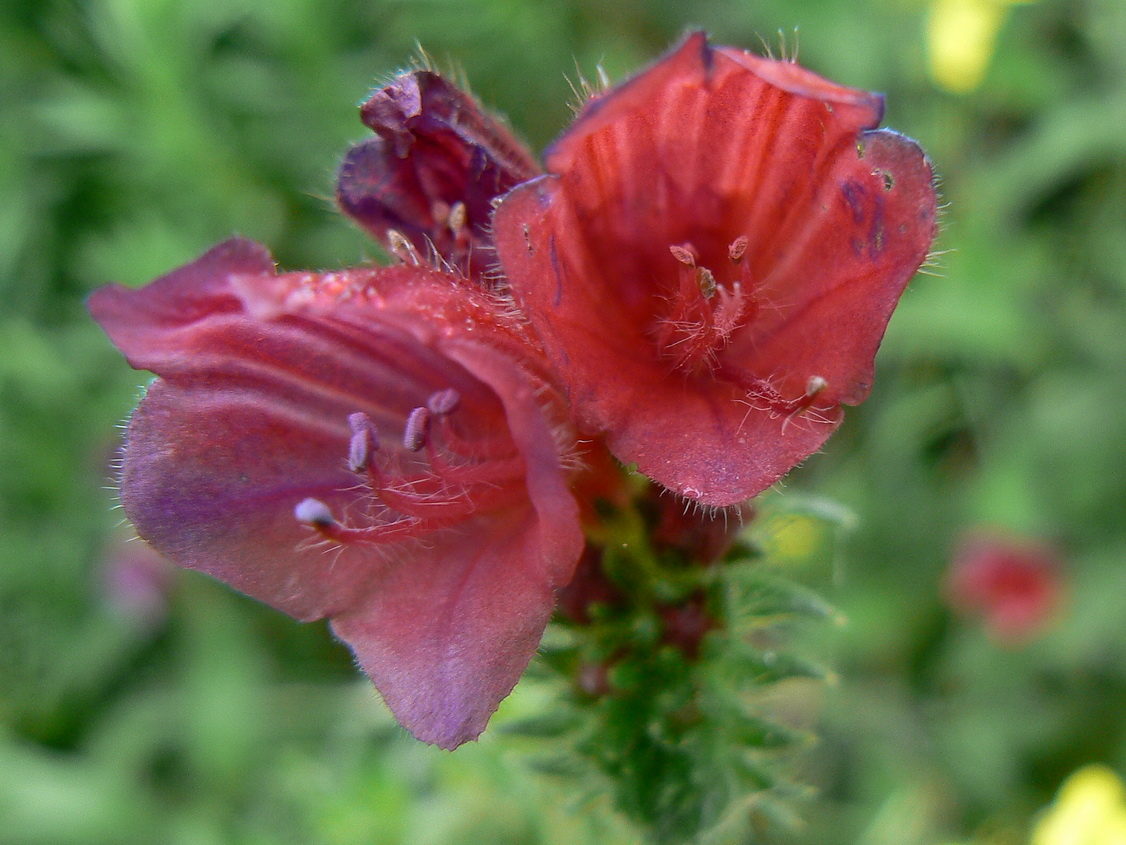
Echium creticum
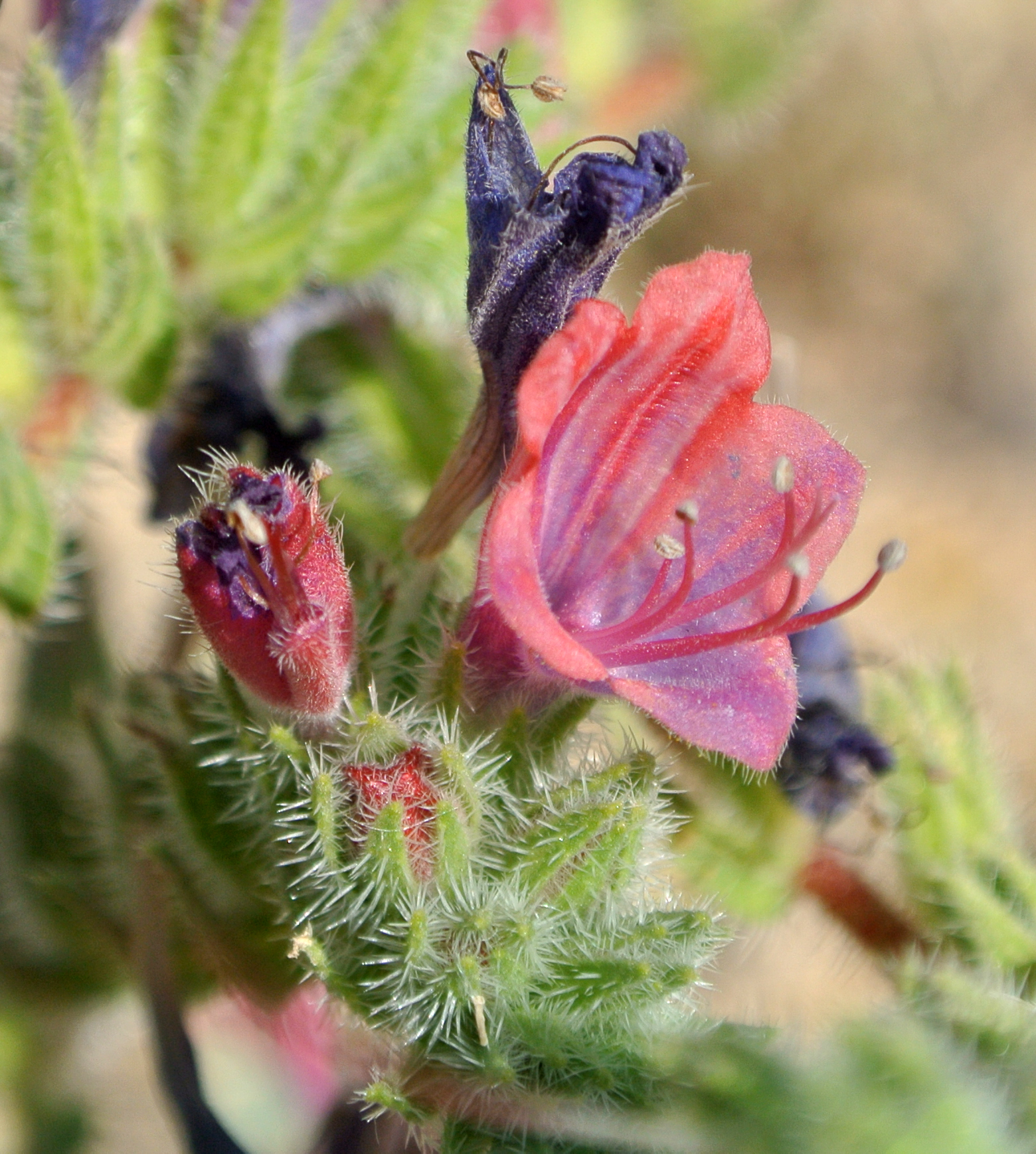
Echium judaeum
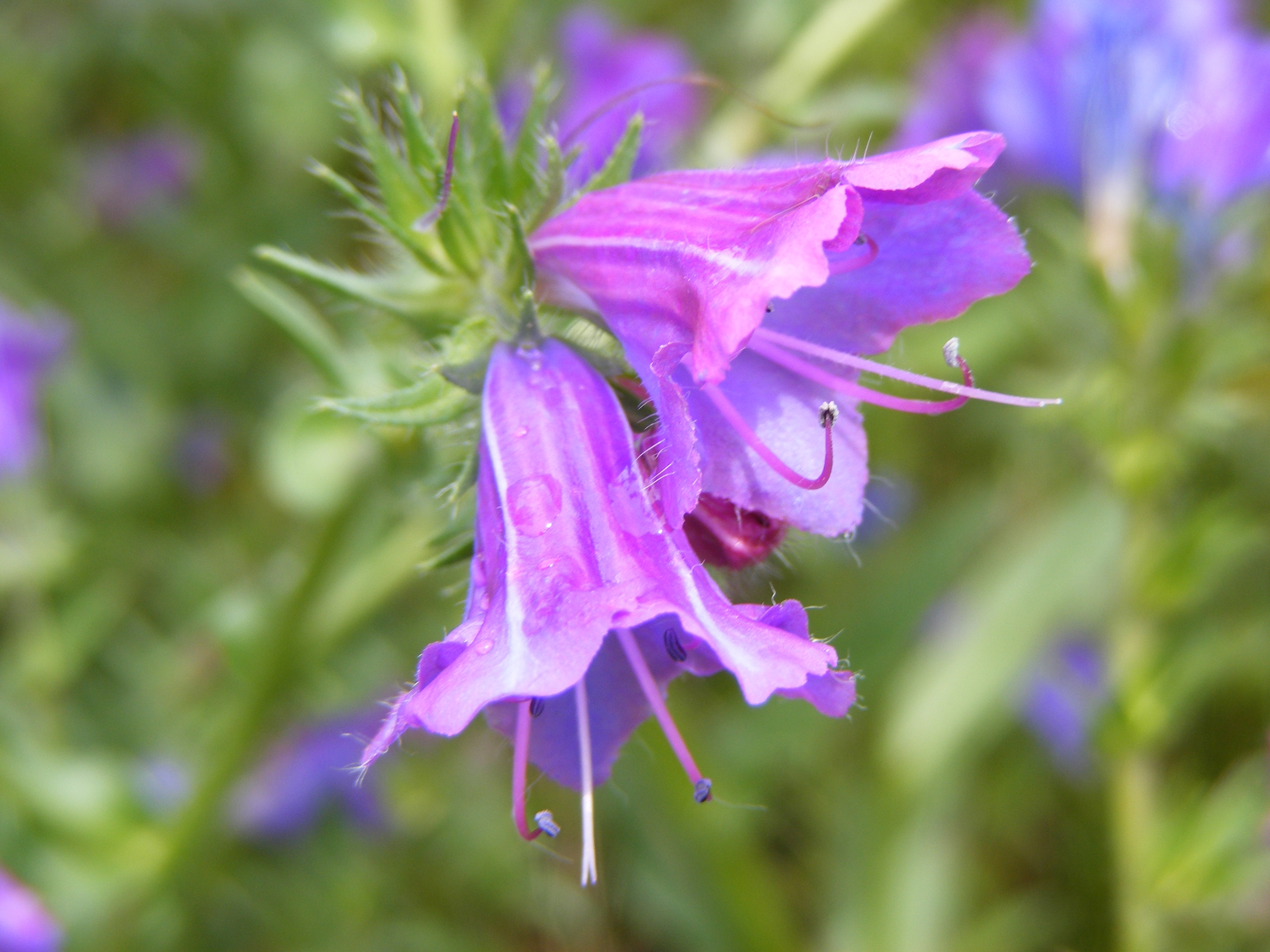
Echium plantagineum
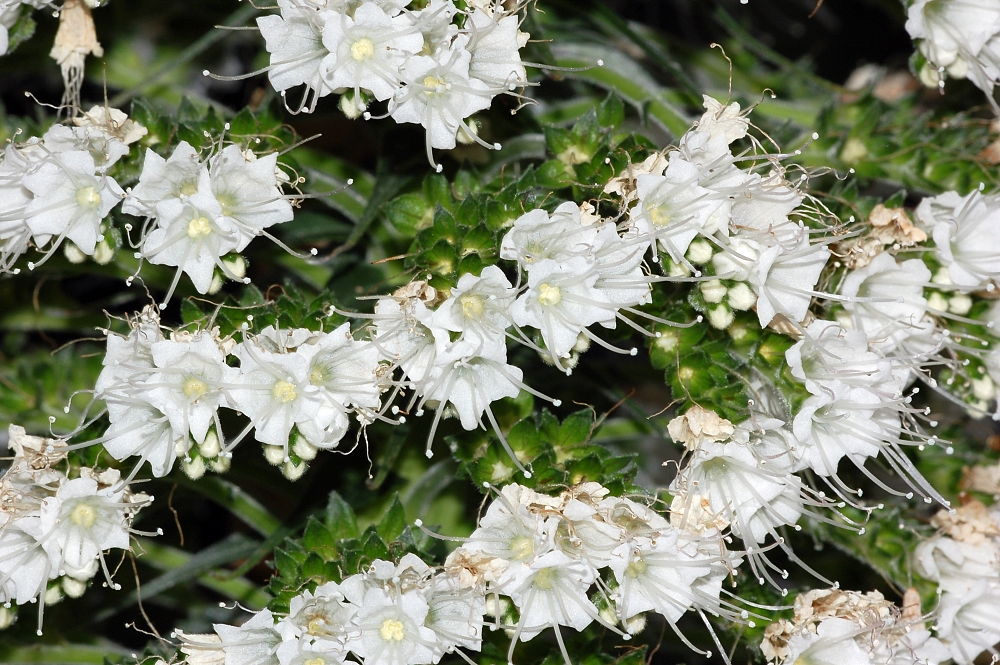
Echium simplex
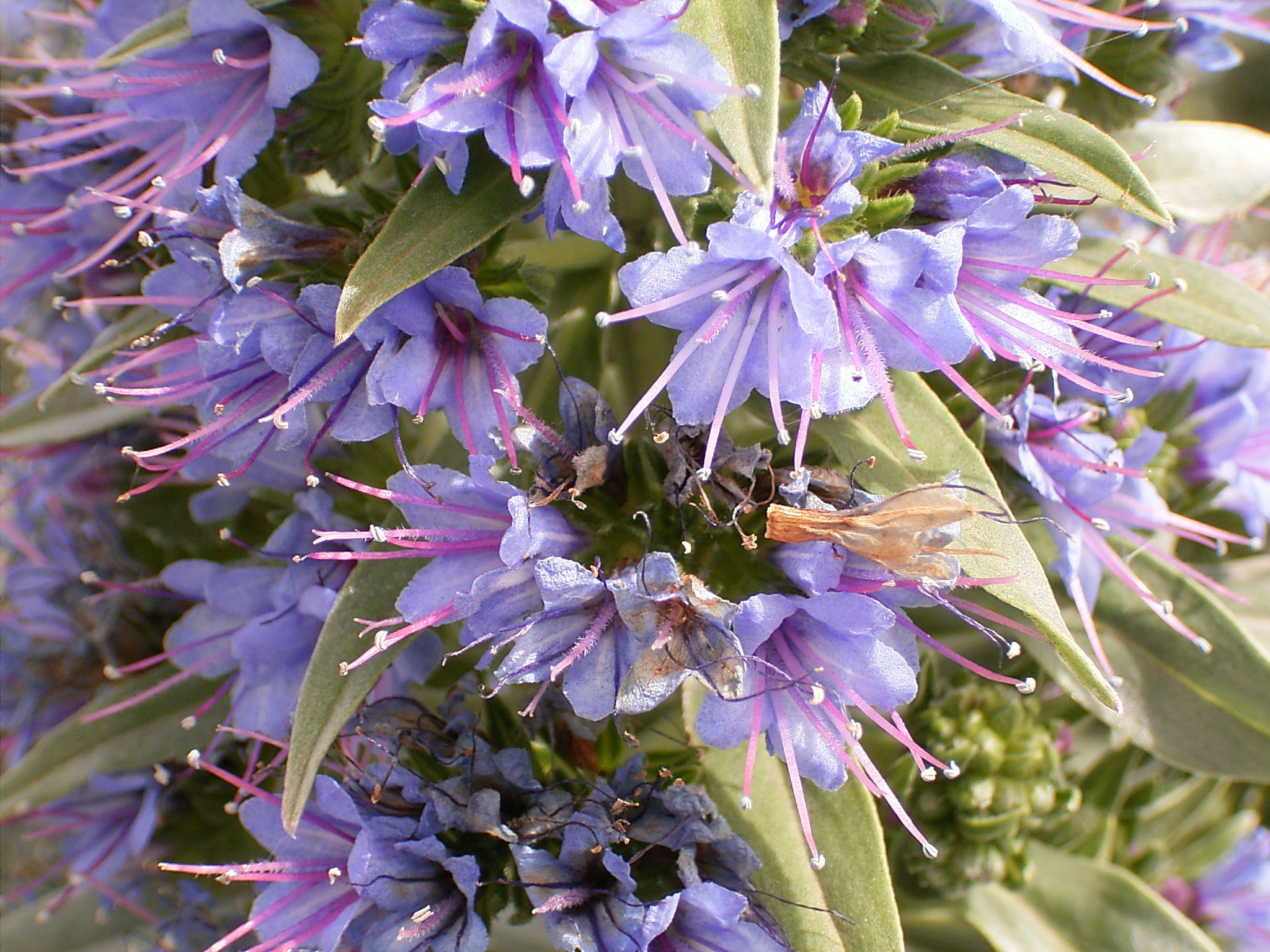
Echium webbii
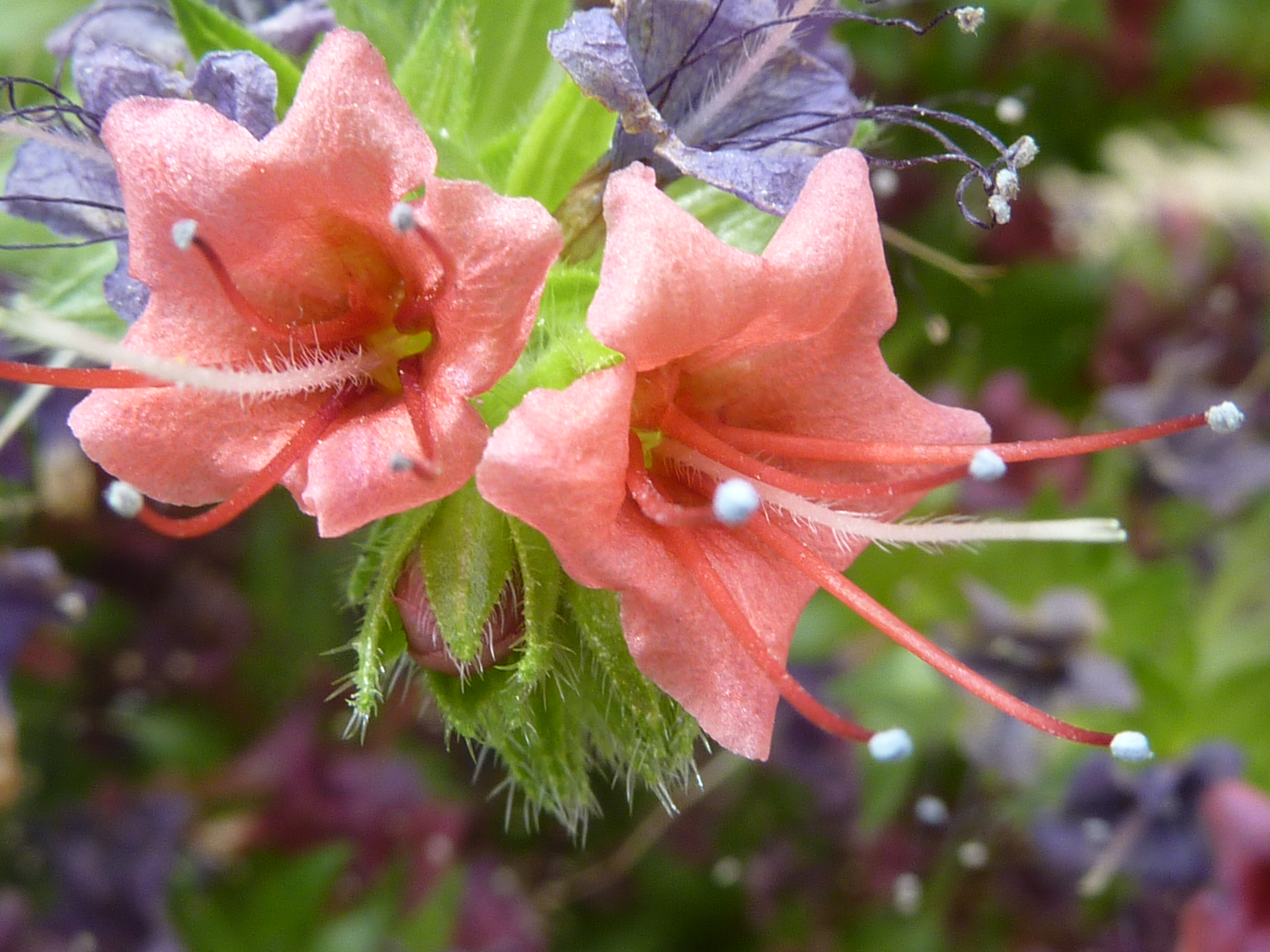
Echium wildpretii